# Жизнь после людей
«Жизнь после людей» (англ. Life After People) — научно-популярный фильм, снятый для канала History Channel, в котором учёные рассуждают на тему того, что произойдёт с нашей планетой, животными и растениями на ней, если человек исчезнет, а также о том, как долго после исчезновения человечества будут существовать созданные им памятники и артефакты. Показанное в фильме возможно, только если все люди на Земле одномоментно исчезли. Данный фильм основан на результатах исследования территорий, внезапно покинутых людьми, а также возможных последствий прекращения ухода за зданиями и городской инфраструктурой. Гипотеза о покинутом мире иллюстрирована цифровыми изображениями, показывающими последующую участь таких архитектурных шедевров, как Эмпайр-стейт-билдинг, Букингемский дворец, Уиллис-тауэр, Спейс-Нидл, мост Золотые ворота, Эйфелева башня, Биг-Бен, Крайслер-билдинг, Статуя Свободы, гора Рашмор, Бурдж-Халифа, Тайбэй 101 и храм Василия Блаженного.
Фильм был впервые показан 21 января 2008 года. В 2009 году на том же телеканале вышел одноимённый документальный сериал, повествующий о последствиях исчезновения людей для различных предметов их быта. В 2008 году вышло два американских документальных фильма на эту тематику: «Жизнь после людей» от History Channel и «Последствия: Нулевое население» (англ. Aftermath: Population Zero; другое название — «Земля: Жизнь без людей») от National Geographic Channel. Из-за одинаковой тематики и оформления их легко перепутать. Второй из них был признан лучшим документальным фильмом 2008 года.
В июле 2025 года канал History Channel объявил о выходе третьего сезона; первый эпизод был выпущен 14 июля.

## Хронология
В начале фильма диктор заявляет, что в фильме не сообщается о том, как, когда и почему исчезнет человечество. Речь идёт исключительно о последствиях исчезновения людей. В данной хронологии представлены последствия, описанные как в полнометражном фильме, так и в документальном сериале, а также в литературных источниках, на основе которых они сняты.

### Через 10 секунд
- Вертолёты, находившиеся на момент исчезновения пилотов в воздухе, выйдут из-под контроля, упадут на землю и разобьются.

### Через 1 минуту
- В подземных тоннелях метрополитенов всего мира многие обезлюдевшие поезда начнут сходить с рельс или сталкиваться друг с другом. В результате многочисленных крушений под землёй начнутся пожары, и дым начнёт просачиваться на поверхность сквозь трещины в асфальте дорог.

### Через 1 час
- Давление в реакторе из-за опустевших цистерн нефтяного порта в Хьюстоне повысится. По этой причине произойдёт взрыв, который приведёт к крупнейшему пожару.

### Через день
- Большинство электростанций, работающих на ископаемом топливе, прекращает свою работу из-за исчерпания запасов топлива, в результате чего начнутся каскадные отключения электричества по всему миру. Почти все районы, за исключением тех, что питаются от гидроэлектростанций, ветровых турбин и солнечных батарей, будут обесточены.
- Генераторы плотины Гувера, приводимые в действие потоком воды из озера Мид, ненадолго обеспечат электричеством пустующий Лас-Вегас, который всё ещё можно будет увидеть из космоса благодаря работающему освещению.
- Метрополитены многих городов ограждаются от грунтовых вод системой насосов: если не будет людей, чтобы следить за такими системами, большинство метрополитенов будет затоплено в течение 36 часов.
- Фуникулёры Сан-Франциско остановятся из-за прекращения подачи электроэнергии, но благодаря поддерживающим их канатам ненадолго останутся в подвешенном состоянии.
- В жилых домах начнут происходить пожары и взрывы, вызванные утечкой природного газа. Одним из первых пострадает Левиттаун[англ.].
- В некоторых районах (например, в городских трущобах Бразилии и Мексики) могут начаться пожары из-за коротких замыканий в электрических трансформаторах.

### Через 2—3 дня
- Виды вшей, паразитирующие исключительно на человеке, вымрут от недостатка пищи.
- Через 48 часов, зарегистрировав снижение потребляемой энергии, атомные электростанции перейдут в безопасный режим и прекратят подачу электроэнергии.
- В бухтах нефтеперерабатывающих заводов находятся танкеры. В них перевозят нефтяное сырьё. В отсутствие людей нефть будет поступать в танкеры бесконтрольно, так быстро, что шланги порвутся, и нефть будет вытекать прямо в океан.
- Из-за неполадок перестанут работать очистные сооружения, что приведёт к загрязнению рек и озёр нечистотами сточных вод.
- В пивоварнях Сент-Луиса и других городов из-за отключения электричества будут взрываться баки с бродящим пивом.
- Если за это время в Чикаго произойдёт сильная гроза, воды одноимённой реки подмоют все барьеры и затопят город.
- В музее мадам Тюссо на Лас-Вегас-Стрип из-за отключения кондиционеров восковые фигуры начнут таять.
- После отключения электричества аварийные указатели, в составе которых присутствует оксид стронция, останутся единственным источником освещения в некоторых зданиях, таких как штаб-квартира ООН. Однако в связи с тем, что для их подзарядки необходим электрический источник света, они смогут продержаться всего 20 часов, после чего погаснут.
- Забальзамированное тело первой леди Аргентины Эвы Перон благодаря условиям содержания сможет остаться невредимым в течение многих лет.
- На сахарных заводах из-за большого количества сахарной пудры в воздухе произойдут короткие замыкания, которые приведут к пожару.
- Во многих сараях откармливаемые на День Благодарения индюки начнут погибать в связи с невозможностью выбраться наружу из загонов.
- Один из сухогрузов, оставшихся на плаву, в конечном счёте протаранит пристань порта Шанхая.

### Через 4 дня
- Водопроводные трубы Детройта придут в негодность, что приведёт к затоплению города.
- Статуя Христа-Искупителя защищена от внешних воздействий природы благодаря уходу за ней людей. В отсутствие людей системы защиты статуи окажутся обесточены, и монумент станет уязвим для коррозии и ударов молний.
- После отключения электричества в Гонолулу часы на башне Алоха остановятся, а корма линкора «Миссури» станет уязвимой для ущерба от воды.

### Через 1 неделю — 10 дней
- Продукты в холодильниках испортятся.
- Сперва домашние животные смогут пить воду из подтаявших холодильников или питаться неубранными продуктами, но затем им придётся покинуть дома бывших хозяев или умереть от голода. Декоративные породы собак и кошек из-за невозможности охотиться и защищаться от врагов погибнут. Но даже уцелевшие животные могут стать жертвой вируса бешенства, особенно в Северной Америке.
- Еноты и волки будут обживать оставленные человеческие дома.
- Часы Биг-Бена остановятся навсегда.
- В национальных парках Флориды популяция питонов резко вырастет, и те начнут борьбу за выживание против аллигаторов. В схватки также вступят собаки породы грейхаунд: они будут охотиться за кроликами и крысами (особенно в Лас-Вегасе).
- Водопроводные системы городов выйдут из строя: трубы лопнут, и вода начнёт выливаться из них. Вскоре из-за потоков воды лопнет и асфальт на дорогах городов.
- Ветровые турбины продолжат снабжать электроэнергией некоторые города (например, Палм-Спрингс), пока не высохнет смазка.
- В Нью-Йорке, в комплексе Сан-Ремо[англ.], произойдёт пожар: краска, которой выкрашены стены в комнатах, без должного ухода самовоспламенится. Оба небоскрёба, из которых состоит комплекс, выгорят дотла.
- На атомных электростанциях испарится вода, охлаждающая всё оборудование, и это может привести к многочисленным взрывам и авариям, как на Чернобыльской АЭС и АЭС «Фукусима-I». Последствия будут ощутимы в течение целых десятилетий, а потом экология местности рядом с электростанциями начнёт постепенно восстанавливаться.
- Круизный лайнер Adventure of the Seas, путешествующий вместе с группами других судов, постепенно начнёт разрушать мелкие яхты, которые будут попадаться ему на пути.

### Через 2 недели
- Круизный лайнер Adventure of the Seas истощит свои запасы энергии, отклонится от заданного маршрута и уйдёт в открытое море. Столкновения с крупными волнами накренят его набок и заставят его затонуть.

### Через 20—25 дней
- Крупнейшие аэропорты покроются ржавчиной и зарастут плющом.

### Через 1—2 месяца
- Плющ кудзу благодаря своей особенности будет вырастать в сутки на полтора метра и покроет все пригороды Атланты.
- В лабораториях и клиниках США иссякнет запас жидкого азота, что приведёт к порче биологического материала, а также к гниению замороженных в криокамерах тел.
- Знаменитые дамбы Роттердама придут в негодность, вследствие чего произойдёт затопление города. Экспонаты музея Бойманса — ван Бёнингена из-за наводнения будут уничтожены.
- Вечный огонь на Арлингтонском кладбище на могиле Джона Кеннеди погаснет из-за того, что газ перестанет в него поступать.
- В аэропорту Сиэтла отключится электроэнергия, что приведёт к остановке электропоезда.
- Круизные суда на Аляске потонут под весом намёрзшего на них льда.
- Из зоопарка Сан-Диего постепенно будут сбегать львы, которые осмелеют ввиду отключения электрического забора вокруг их вольеров.
- Оставшиеся от людей газовые баллоны постепенно сдетонируют под давлением, что приведёт к пожарам. Также по всему миру начнут взрываться цистерны со сжиженным природным газом.
- После отключения гидроэлектростанции на Ниагарском водопаде уровень реки поднимется на 4 метра, что приведёт к подтоплению пристани.
- На улицах Рима и Ватикана будет появляться всё больше чёрных кошек.
- Домашние олени сбегут из вольеров и смешаются со стадами оленей карибу.

### Через 3 месяца
- Пожар в Хьюстонском нефтяном порту прекратится.
- Собаки породы корги, проживавшие в Букингемском дворце, сбегут оттуда в поисках пропитания.

### Через 6 месяцев
- На острове Росса в Антарктике до сих пор стоят бараки Роберта Скотта и Эрнеста Шеклтона. В Антарктиде очень холодно, нет насекомых и плесени, поэтому бараки могут простоять ещё очень долго.
- Малые представители дикой природы, такие, как койоты и рыси, обычно сторонящиеся городов, начнут заселять пригородные районы, которые также станут пастбищами и для оленей. Потом появятся хищники покрупнее: пумы, волки и медведи. Крысы и мыши поглотят все съедобные запасы и покинут города.
- Чайки обживут линкор «Миссури» как новый большой остров.
- От высокой температуры в Финиксе пересохнут все озёра и реки.
- Изрядно повреждённый американский флаг на мемориале Корпуса морской пехоты будет сорван ураганным ветром.

### Через 9 месяцев — 1 год
- Растения начнут расти в трещинах улиц, шоссе, тротуаров и зданий.
- Образцом здания, заброшенного людьми один год назад, является аэропорт Берлин-Темпельхоф, закрытый в связи со строительством нового аэропорта.
- Из-за сырости пропитанные водой деревянные конструкции начнут привлекать термитов и муравьёв-древоточцев. Они будут способствовать разрушению дерева, однако между ними начнётся борьба за выживание.
- Такие деревянные корабли-музеи, как фрегат «USS Constitution» в Бостоне, начнут протекать. За год без людей гниющие от сырости доски кораблей заставят суда затонуть.
- На кораблях, которые ещё находятся на плаву, закончатся запасы продовольствия, и все крысы, проживающие на судах, начнут погибать (как от голода, так и от каннибализма). Оставшихся в живых крыс доклюют чайки.
- Ветряные турбины будут крутиться быстрее из-за сильных ветров до тех пор, пока не заржавеют или не разлетятся на куски.
- В аквариумном комплексе[англ.] имени Одюбона, расположенном в Новом Орлеане, погибнут все живые существа. Останется в живых только белый аллигатор, но и он недолго проживёт.
- В озеро Мичиган проникнет азиатский карп.
- Прототип 10000-летних часов, созданных Дэниелом Хиллисом, находится в Лондонском музее науки (по плану, сами часы должны были располагаться в одной из пещер штата Невада). За этим прототипом надо следить каждые три месяца. Уже через год (в самом лучшем случае) часы прекратят работу и остановятся.
- В Мексике начнёт таять пещера соляных кристаллов из-за повышения температуры.
- В заброшенных бассейнах Лос-Анджелеса начнут размножаться комары.
- На дне эстуария Темзы покоится затонувший пароход времён Второй мировой войны SS Richard Montgomery[англ.], который представляет угрозу из-за наличия на борту около 1400 тонн взрывчатки. За один год после исчезновения человечества правительственные заграждения будут унесены течениями или затонут, и на зону отчуждения могут заплыть случайные обезлюдевшие суда. При малейшем прикосновении к корме парохода химическая реакция во взрывчатке приведёт к чудовищному взрыву, в результате которого образовавшаяся приливная волна затопит весь Лондон.

### Через 2 года
- Плотина Гувера перестанет вырабатывать электричество после того, как моллюски забьют охладительные трубы. Лас-Вегас в Неваде погрузится в темноту; единственным временным исключением станет заповедник Лас-Вегас Спрингс[англ.], который получает энергию от солнечных панелей. Вследствие прекращения стока воды через плотину поток реки Колорадо временно оскудеет, но после того как уровень воды в озере Мид превысит уровень стоков плотины, река снова станет полноводной.
- Всё больше животных начнут замечать отсутствие людей и устремятся в города.
- Канаты фуникулёров Сан-Франциско проржавеют. Вагончики сорвутся с места и покатятся вниз по холмам, круша всё на своём пути.
- Согласно мнению учёных проекта SETI, телесигналы, путешествующие сквозь космос, в которых, как надеются многие, хранится часть культуры человеческой цивилизации, уже на расстоянии в 1-2 световых года становятся шумом.
- Механические часы надо постоянно заводить, но без человеческого контроля они остановятся навсегда. Электронные часы без замены батареек смогут отработать всего два-три года, после чего отключатся.
- Из-за обрыва канатов все сухогрузы покинут свои порты и отправятся в плавание. Первое же столкновение любого судна с мостом приведёт к его затоплению. Обрыв канатов, скорее всего, будет вызван мощными штормами.
- Дрессированные овчарки покинут тренировочные лагеря и начнут охоту на койотов.
- Полностью исчезнут полярные жилища — иглу. Снег, из которого они сделаны, просто испарится.
- В некоторых супермаркетах консервы с едой начнут вскрываться под давлением из-за повышения температуры.

### Через 3 года
- На площади Таймс-сквер есть рекламный щит, который освещается лампочками. Лампочки получают электричество от 64 солнечных батарей и от 16 ветряных турбин. Но даже он погаснет, потому что лампочки поменять некому.
- Международная космическая станция будет постепенно снижаться. Поскольку никто не будет корректировать её орбиту, станция рано или поздно упадёт на Землю и сгорит. Вместе с ней погибнут оцифрованные образцы человеческих ДНК.
- Большинство собак-поводырей вымрет в связи с отсутствием навыков охоты и выживания в дикой природе.

### Через 5 лет
- Растительным покровом из лиан, травы и ростков деревьев будет покрыта большая часть территории городов. На Красной площади в Москве образуется слой почвы и прорастут густые травы, из-за чего площадь станет совсем зелёной.
- Бейсбольный стадион «Ригли Филд» будет оккупирован растениями. Плющ кудзу покроет собой трибуны и ограждения, а сам стадион зарастёт крушиной.
- Пять лет без обслуживания вызовут короткое замыкание внутри самолёта президента США, в результате чего из самолёта вырвутся последние сигнальные ракеты, предназначенные для отвлечения боеголовок, нацеленных на самолёт. Ракеты подожгут произрастающую внизу траву. Оставшееся топливо для самолёта загорится, и машина взорвётся.
- Бензобаки многих автомобилей проржавеют, и оттуда начнёт вытекать топливо. Достаточно одного удара молнии, чтобы любая из машин взорвалась.
- Заброшенные казино Атлантик-Сити будут заселены кошками, которые начнут охоту на расплодившихся в зданиях крыс.
- Неуправляемые танкеры течением будут уноситься к Ниагарскому водопаду, где и потерпят крушение, попутно разрушив мосты через реку Ниагара[англ.].
- Небоскрёб «Тайбэй 101» сможет выдержать сильный тайфун благодаря своей конструкции, однако лишится всех оконных стёкол, а первый этаж окажется частично затоплен.

### Через 6 лет
- Геотермальная электростанция «Гейзерс[англ.]», расположенная в Калифорнии, вышла из строя сразу же после отключения электроэнергии. Однако давление в трубах будет постоянно повышаться, и в конце концов это приведёт к взрыву станции.

### Через 10—15 лет
- Многие заброшенные города за 10 лет сильно пострадают от засухи и лесных пожаров. Сильнее всего от огня пострадает Лос-Анджелес. Пламя охватит офисы Башни Банка США, уничтожит Китайский театр Граумана (цементные отпечатки рук и ног знаменитостей при этом останутся нетронутыми), однако вместе с тем поглотит произрастающие у концертного зала имени Диснея растения, которые тем самым защитят здание. Знак Голливуда также сможет выстоять, однако при этом лишится своего покрытия.
- Здание «Слониха Люси[англ.]» в Атлантик-Сити обрушится из-за гниения дерева внутри и коррозии жести снаружи. Сначала подломится одна из ног, потом отвалится голова, и всё здание рассыплется.
- Большие аэропорты, такие, как аэропорт Лос-Анджелеса, зарастут. Трава полностью поглотит взлётно-посадочные полосы. Главные терминалы быстро придут в негодность, и только «Theme Building[англ.]» не пострадает. Здание вообще не скоро рухнет — оно построено так, чтобы противостоять землетрясениям, характерным для Лос-Анджелеса.
- Гигантские машины для мойки окон у небоскрёба Бурдж-Халифа быстро наполнятся песком и станут тяжёлыми для поддерживающих их тросов. В конце концов эти машины просто рухнут вниз и разобьются.
- Пещера Ласко во Франции неплохо сохранится, в то время как «Ласко II» разрушится (причиной тому станет непрочная штукатурка, из которой сделана вторая пещера). Более того, у оригинала будут все шансы сохраниться через десятки тысяч или миллионы лет без людей.
- Канаты, удерживающие линкор «Миссури» у берега, лопнут, и ржавый корабль отправится в плавание.
- Солнечные батареи, дающие электроэнергию, придут в негодность из-за скопления пыли на них. Такая же судьба постигнет и панели, питающиеся от лунного света (как на колесе обозрения на пирсе Санта-Моники). Планета окончательно погрузится в ночную тьму.
- Город Сакраменто (Калифорния) будет затоплен настолько, что самолёты в аэропорту будут смыты волнами и начнут врезаться в здания, приводя к разрушению города.
- В здании Центрального вокзала Нью-Йорка будут проживать совы.
- В тоннели под Большим центральным вокзалом проникнет метан. В случае его взрыва пострадает Метлайф-Билдинг.
- Радиостанция KTAO[англ.], перешедшая в автономный режим, продолжит вести музыкальную трансляцию даже без участия людей благодаря солнечным батареям. Однако спустя 15 лет после исчезновения человечества вентилятор главного компьютера придёт в негодность и остановится, в результате чего процессор перегреется и последнее человеческое радио замолкнет навсегда.

### Через 20 лет
- Руины украинского города Припять, покинутого людьми в 1986 году из-за аварии на Чернобыльской АЭС, могут стать наглядным примером того, во что может превратиться город спустя двадцать лет после исчезновения человечества. Несмотря на высокий уровень радиации, на заброшенных территориях увеличивается численность популяций животных. Во многих домах и зданиях проросли растения.
- Самолёты в Аэрокосмическом центре обследования и обслуживания[англ.] начнут разваливаться: защитный чехол каждого из них быстро придёт в негодность. Ветер скоростью 200 км/ч разбросает машины по площадке.
- Из-за лесных пожаров взорвутся склады с пиротехникой.
- Дикие хищники откроют сезон охоты на домашних оленей и почти полностью их истребят.
- Руины Теотиуакана полностью покроются растениями, но сама территория будет узнаваемой в течение нескольких тысяч лет.
- Аппарат Кассини-Гюйгенс, оставшийся на орбите, столкнулся бы с Энцеладом из-за неуправляемого движения в гравитационном поле Сатурна и его спутников (в реальности же 15 сентября 2017 года аппарат вошёл в атмосферу Сатурна, где и сгорел).
- Вашингтон станет болотистым местом, и статуя Линкольна зарастёт растительностью. Заброшенные улицы города будут заселены львами, тиграми, носорогами и другими сбежавшими из зоопарка животными, которым удалось приспособиться и выжить.
- Аттракцион «Screechin' Eagle», находящийся на территории заброшенного ещё во времена людей парка аттракционов «Американа», развалится от коррозии (в реальности был демонтирован в 2011 году вместе с другими аттракционами).

### Через 25 лет
- Морская вода затопит города, осушенные благодаря искусственным дренажным системам — такие, как Лондон и Амстердам.
- Оконные рамы и стёкла в высотных домах начнут трескаться из-за циклов замерзания-оттаивания, а также из-за разрушения оконных уплотнителей.
- Опоры Парижской триумфальной арки, ворота Букингемского дворца и других объектов зарастут. Три четверти всех дорог, площадей и тротуаров также покроются растениями.
- Мумии без поддержания постоянной температуры начнут гнить. От тел египетских фараонов, Владимира Ленина и других мумий останутся только скелеты.
- Все громоотводы заржавеют. Во время непогоды молнии ударят в некоторые из них, что вызовет пожары.
- На дне Тихого океана лежат боеголовки «Р-21», оставшиеся после катастрофы подлодки «К-129». Через 25 лет через стальную оболочку боеголовок проникнут капли воды, что вызовет химические реакции с литием и приведёт к мощному взрыву. Ударная волна не будет достаточно сильной из-за огромной толщи воды, но всё живое в радиусе километра вымрет от радиации.
- Стеклянные панели южнокалифорнийского Хрустального собора имеют свойство автоматически открываться и закрываться, однако после массового отключения электричества часть из них может остаться открытой. В результате внутрь собора начнут попадать переносимые ветром семена растений, и здание постепенно превратится в гигантский парник, попутно потеряв большую часть своих панелей.

### Через 30-35 лет
- Бо́льшая часть бытовых предметов будет уничтожена временем: бытовая техника от пыли и ржавчины быстро придёт в негодность, одежда и обувь истлеют, а фотографии и купюры будут разъедены микроорганизмами.
- Резко возрастёт популяция саранчи, обитающей в Скалистых горах. В XIX веке этот вид был почти полностью истреблён людьми, а остатки вида сохранились в Йеллоустоне, однако спустя три десятилетия после исчезновения людей саранча быстро расплодится.
- Ходят слухи, что в мавзолее Мао Цзэдуна лежит не тело великого кормчего, а всего лишь его восковая фигура. Если это так, то через 30 лет она всё ещё останется узнаваемой.
- Через 30 лет на землю начнут падать спутники. Поскольку никто не поддерживал скорость их движения, они медленно приближались к Земле, и, в конце концов, стали падать на поверхность планеты.
- Отсутствие людей приведёт к тому, что прежде осушённое озеро Тескоко восстановит свой прежний облик и в течение десятилетий затопит Мехико.
- Крыши многих супермаркетов обрушатся из-за скопления снега и дождевой воды. В то же время лиофилизированные продукты всё ещё сохранят свежесть благодаря особой технике обработки и хранения.
- Церковь Христа в Бостоне одной из первых проиграет схватку с природой: во время грозы шпиль здания окончательно съедет и упадёт на землю.

### Через 40 лет
- К этому времени многие деревянные постройки либо сгорят, либо сгниют, либо будут уничтожены термитами, однако постройки, сделанные из лиственницы, могут простоять ещё очень долго, поскольку лиственницу практически не поражают насекомые, плесень и процессы гниения. Деревья и лианы будут расти в кирпичных и каменных зданиях, повреждённых солями.
- Земляные дамбы начнут разрушаться из-за разрастающихся размытых участков.
- Большинство молочных коров вымрет, а выжившие коровы одичают.
- В Берлине, в районе Бранденбургских ворот, вовсю обитают волки, а в Париже будут встречаться дикие кабаны.

### Через 50 лет
- На стальных конструкциях, таких как Бруклинский мост, станут заметны повреждения, возникшие из-за отсутствия должного ухода. Защитная краска начнёт отшелушиваться, начнётся коррозия конструкций.
- Деревянное табло стадиона «Ригли Филд» будет осаждаться с двух сторон: вес плюща усилит нагрузку на доски, которые уже будут изъедены термитами. В результате сгнившее табло рухнет.
- Плющ кудзу, покрывший к тому времени почти всю Атланту, при попадании молнии в крыши небоскрёбов воспламенится и уничтожит уцелевшие здания. «Мемориал Конфедерации» при этом не пострадает.
- Во многих городах, находящихся в зоне сейсмических разломов, таких как Лос-Анджелес, произойдут землетрясения. В Лос-Анджелесе одно из таких землетрясений разрушит заржавевший знак Голливуда, мэрию Лос-Анджелеса и наружный слой Башни Банка США.
- Метеорологические спутники, оставшиеся на орбите, рано или поздно начнут сталкиваться друг с другом. Почти все из них в результате столкновения упадут обратно на Землю и сгорят в атмосфере. Большая часть низкоорбитальных спутников рухнет в воду.
- Гаргульи с шестидесятого этажа Крайслер-билдинг под влиянием погодных условий начнут подвергаться коррозии, вследствие чего упадут на землю.
- Кости животных в музеях начнут становиться хрупкими из-за химических реакций, вызванных пиритом, пока в конце концов под влиянием погодных факторов не разрушатся полностью.
- В городе Сан-Антонио из-за постоянных наводнений уйдёт под воду прогулочная набережная. Затопление набережной приведёт к порче строительных конструкций Tower Life Building[англ.] и последующему его обрушению.
- Прогулочная набережная Атлантик-Сити будет также разрушена штормом, в результате чего прибрежные здания казино обрушатся из-за давления на конструкции.
- Из-за сильных метелей и наледи порвутся тросы, поддерживающие радиомачту KVLY, в результате чего вышка обрушится под собственным весом.
- Из-за гниения и давления крыши разрушатся колонны зала Высшей Гармонии[англ.] в Запретном городе в Пекине. Останутся лишь толстые большие колонны, но и они через ещё 10-20 лет рухнут от сырости. Неповреждённым может остаться золотой императорский трон.
- Сады Версаля зарастут. В некоторых частях дворца, в частности, в Зеркальном зале, провалится крыша. Вода будет ручьями стекать по зеркалам, проникая и под них и разрушая вещество, на котором они крепятся. В результате зеркала упадут и разобьются.
- Отель Бурдж-аль-Араб — визитная карточка города Дубай — будет уничтожен от коррозии, вызванной подтоплением.
- В Вашингтоне, в Национальном музее авиации и космонавтики самолёт «Spirit of St. Louis», который ещё узнаваем, будет качаться на ветру до тех пор, пока не выпадут болты из поддерживающих его тросов. Когда это произойдёт, самолёт рухнет вниз и развалится.
- Из-за повышения температуры и неисправной вентиляции семена в норвежском «Всемирном семенохранилище» начнут приходить в негодность. Первыми погибнут семена подсолнуха.
- Из-за коррозии разрушатся цистерны с токсичными веществами, такими как хлор, и облака этих веществ будут распространяться ветром по планете, отравляя и медленно убивая всё живое, что им попадётся. Попав в воду, хлор вступит с ней в химическую реакцию, образуя соляную кислоту, которая поставит под угрозу существование оставшихся в живых организмов.
- В Мексиканском заливе последняя нефтяная платформа упадёт в воду. В течение последующих десятилетий она обрастёт водорослями и кораллами и станет основой новой экосистемы. Просачивающаяся нефть будет превращаться в гель и таким образом не повредит новой пищевой цепи.
- Человеческая речь будет сохранена в редких словах, которые запомнили попугаи за годы жизни с людьми.
- Сапсаны совьют гнёзда на вершине разрушающегося от коррозии и ветров Спейс-Нидл.
- У статуи Христа-Искупителя в Рио-де-Жанейро отломятся кисти рук, а сама статуя изрядно зарастёт плющом.
- Горнолыжные трассы и дороги зарастут мхом, но контурной узнаваемости не потеряют.
- Из-за шторма разрушится пирс Санта-Моники.
- Сталь, из которой сделаны все сейфы, проржавеет и утратит защитные свойства, что приведёт к порче документов, хранящихся в них.

### Через 60-65 лет
- Фреска Леонардо да Винчи «Тайная вечеря» осыплется от чрезмерной влаги.
- Образцом мира через 60 лет после ухода людей станет заброшенная британская деревня Тайнхем, находящаяся неподалёку от военной базы времён Второй мировой войны.
- Ресторан «Randy’s Donuts[англ.]» потеряет свою главную «фишку» — железобетонный пончик, конструкция которого за шестьдесят лет влияния погодных условий приведёт к его обрушению и последующему разрушению от коррозии.
- Военные укрепления, построенные по подобию бункеров в Нормандии, покроются коррозией и разрушатся.

### Через 70-75 лет
- Образцом жизни без людей спустя 75 лет станет остров Норт-Бразер.
- В Шанхае телебашня «Восточная жемчужина» будет подтоплена рекой Хуанпу, в результате чего потеряет свой проржавевший шпиль и переломится пополам.
- Воздушный мост между башнями Петронас рухнет под влиянием коррозии.
- Бо́льшая часть из 600 миллионов автомобилей превратится в груду металла. Шины же, напротив, будут истлевать от погоды на несколько веков дольше.
- Главная реликвия, которая находится в Индепенденс-холле (Филадельфия) — это Колокол Свободы. Он держится на деревянной балке, которая за 75 лет прогниёт. Колокол при ударе о землю расколется пополам по существующей трещине.
- Символ города Сидней — это его знаменитый оперный театр. Постоянное воздействие влаги заставит рухнуть крышу театра, а сваи, поддерживающие здание над поверхностью воды, переломятся. Остатки оперного театра станут новым коралловым рифом.
- Ангел независимости в Мехико будет уничтожен в результате череды наводнений. Статуя самого ангела, выполненная из меди может остаться целой и не быть подверженной коррозии и прочим изменениям.
- Всемирный торговый центр Мехико[англ.] обрушится из-за небольшого землетрясения.
- В уже затопленном Буэнос-Айресе по-прежнему стоит знаменитый обелиск, который всё же может быть уничтожен в результате сильного прилива.
- Вилла Стал-хаус[англ.] в Лос-Анджелесе обрушится, несмотря на то, что находится на возвышенности. Вилла стоит на террасах, земля в которых скрепляется корнями травы. Без людей растения сгорят в большом пожаре Лос-Анджелеса, и земля будет смываться дождями. Окончательное падение Стал-хауса произойдёт во время сильного ливня.
- Хрустальный собор обрушится под тяжестью наросших на нём вьющихся растений.
- Змеи не только расплодятся невероятными темпами, но и станут гораздо крупнее в размерах. Их основной добычей станут грызуны, расплодившиеся в первые годы после исчезновения людей.

### Через 100 лет
- Многие из созданных человеком конструкций обрушатся в течение 100—300 лет: преимущественно это будут конструкции с огромным количеством стальных элементов.
- Мост Золотые Ворота и Бруклинский мост обрушатся из-за коррозии несущих тросов.
- Покрытые коррозией металлические элементы моста Харбор-Бридж уже не смогут каждый день расширяться так, чтобы арка моста увеличивалась на 18 сантиметров, что приведёт к обрушению середины моста.
- Вантовые мосты, такие как «Банкер-Хилл[англ.]» в Бостоне, под влиянием меняющегося климата также обрушатся.
- Из-за разлившейся Темзы основание Биг-Бена будет подмыто, что приведёт к обрушению конструкции.
- Кольчужные сомы уничтожат земляные плотины, что приведёт к затоплению и заболачиванию округа Бревард в штате Флорида.
- Концертный зал имени Уолта Диснея лишится большей части своей обшивки и покроется ржавчиной.
- Космический центр Кеннеди из-за сильного увлажнения воздуха начнёт подвергаться коррозии, многие постройки будут повалены на землю ураганным ветром.
- Постоянные прибои будут уносить в океан тонны пляжного песка из Майами.
- Мона Лиза, которая находится за защитным стеклом, выдерживающим попадание снаряда и защищающим от влаги, будет окончательно съедена жуками-точильщиками.
- Мост через архипелаг Флорида-Кис[англ.] будет на 60 процентов разрушен штормами.
- В городе Финикс многие здания обрушатся из-за скопления грязи, которая образуется мощными песчаными бурями, регулярно засыпающими город песком. При последующем воздействии дождевой воды в небоскрёбах будут накапливаться тонны грязи, которые постепенно приведут к обрушению небоскрёбов.
- Крыша стадиона «Астродом» в Хьюстоне рухнет под влиянием коррозии.
- Из-за коррозии и скопления песка обрушится аттракцион «Серебряная пуля[англ.]» в Буэна-Парке (Калифорния).
- Кабинки канатной дороги острова Рузвельт проржавеют. Тросы, удерживающие их, разорвутся от коррозии, и кабинки упадут в воду.
- Наземная ветвь метрополитена Чикаго рухнет в воду из-за коррозии.
- К этому моменту может рухнуть крыша собора Иоанна Крестителя в Турине, где хранится знаменитая плащаница, в которую, как считают христиане, было завёрнуто тело Иисуса Христа после его смерти. Под воздействием солнечных лучей отпечаток тела выгорит, а само полотно заплесневеет от влаги.

### Через 120—125 лет
- В Москве через 125 лет после исчезновения человечества останется последнее храмовое сооружение — Храм Василия Блаженного. По прошествии почти полутора веков храм сильно обветшает от старости и, в конце концов, обрушится.
- Курортный город Палм-Спрингс полностью исчезнет. Пересохнут все водоёмы, руины зданий будут поглощены песками пустыни. Выше, в горах, канатно-воздушный трамвай[англ.] покроется коррозией. Вагончики, висящие посередине тросов между башнями, будут качаться до тех пор, пока не накопится критическая усталость металла. После этого вагончики врежутся в одну из башен, та накренится, и весь комплекс трамвая упадёт в ущелье.
- От аэропорта Лос-Анджелеса останется лишь два сооружения — диспетчерская вышка и «Theme Building[англ.]». Через 125 лет без людей сейсмические толчки вызовут обрушение диспетчерской вышки, однако «Theme Building» не пострадает.

### Через 130 лет
- Фруктовые рождественские кексы благодаря алкогольному покрытию сохранят не только внешний вид, но и свежесть.
- К тому времени все запертые для празднования Дня Благодарения индюки уже давно вымрут, однако их дикие сородичи расплодятся в диких и заброшенных территориях по всей Америке.

### Через 150 лет
- Многие улицы, под которыми пролегали туннели метрополитена, обрушатся и превратятся в затопленные каналы. Большинство зданий будут захвачены растениями и животными, а город будет больше напоминать пейзаж дикой природы.
- Треть всех небоскрёбов мира разрушатся, в том числе и Башня Джона Хэнкока в Бостоне, дом «Копан» в Сан-Паулу и Метлайф-Билдинг в Нью-Йорке. Последний при обрушении может упасть на Большой центральный вокзал и разрушить его крышу. Гранитные стены вокзала выстоят и будут узнаваемы в течение ещё нескольких веков.
- В Детройте от резких перепадов температур и коррозии рухнет Ренессанс-центр; при этом он заденет один из соседних небоскрёбов, который также обрушится следом за ним.
- Недалеко тросы моста Амбассадор лопнут в том месте, где они соединяются с пролётом. В результате пролёт обрушится в воду, и от главного моста, некогда соединявшего Канаду и США, останутся только ржавые пилоны.
- Когда обрушится Лондонский технический музей, легендарные 10000-летние часы разобьются вдребезги. От последних механических часов в мире не останется ничего, кроме груды развалин.
- Усадьба Томаса Джефферсона постепенно развалится из-за износа материалов.
- Лос-Анджелес уже будет неузнаваем: его окрестности заселят слоны, предки которых жили в зоопарках города. Главная спортивная достопримечательность — Мемориальный колизей — обрушится после очередного мощного землетрясения.
- В башне Мэри-Экс, расположенной в Лондоне, постепенно начнётся обрушение этажей из-за коррозии. Несмотря на это, каркас небоскрёба выстоит.
- Большая часть капсул времени, заложенных людьми, может к тому моменту исчезнуть или истлеть. Примером может быть капсула времени, заложенная в 1966 году в Сентрейлии (в фильме утверждается, что её собирались вскрыть в 2016 году, однако из-за проникшей внутрь воды её вскрыли на два года раньше: из-за проникшей внутрь воды большая часть содержимого была безвозвратно утеряна).

### Через 175 лет
- Крыша Белого Дома местами обрушится. Почва под строением будет переувлажнена, из-за чего образуется болото. Это вызовет обрушение фасада постройки.
- Мавзолей Гранта в Нью-Йорке зарастёт. Деревья, произрастающие рядом с усыпальницей, имеют свойство сбрасывать не только листья, но и кору, так что через 175 лет внутри мавзолея образуется очень большой слой почвы, который полностью поглотит саркофаги с телами Улисса Гранта и его жены.
- Из-за подтопления фундамента водой и коррозии рухнет штаб-квартира ООН, а купол Генеральной Ассамблеи провалится внутрь.
- Здание[англ.] студии Capitol Records зарастёт мхом и в итоге рухнет от коррозии, но находящаяся глубоко под землёй звукозаписывающая студия совершенно не изменится.
- От атомных электростанций останутся только градирни, которые также рухнут в результате воздействия коррозии. Период полураспада ядерного топлива подойдёт к концу, в результате чего «мёртвые зоны» вокруг руин атомных станций вновь станут пригодными для жизни.

### Через 200 лет
- Из-за коррозии, бурного роста растений и повреждения фундамента грунтовыми водами начнут разрушаться высокие здания, построенные с использованием стали. Одним из первых обрушится Эмпайр-стейт-билдинг.
- От моста Золотые Ворота останутся только заржавевшие пилоны, которые скоро также рухнут.
- От небоскрёба JPMorgan Chase останется только каркас, который в скором времени разрушится от коррозии.
- Очертания Майами будут полностью стёрты. Все здания в городе рухнут от подтопления фундамента и большого количества влаги.
- Спейс-Нидл переломится пополам и рухнет из-за проникновения в фундамент влаги.
- Херст-касл в Калифорнии покроется солью, которая начнёт разрушать бетон. Постройки в конце концов будут уничтожены землетрясениями мощностью 6,5 баллов. Зебры, обитающие в окрестностях замка, выживут, хотя на их молодняк будут охотиться пумы и другие хищники.
- Эйфелева башня покроется коррозией, и небольшой ветерок снесёт верхнюю половину башни. Но даже оставшаяся опора недолго простоит.
- В течение 200 лет лифты Сирс-Тауэр будут падать вниз, сотрясая конструкцию. Затем подземные опоры будут затоплены и начнут разрушаться. Это приведёт к полному обвалу небоскрёба.
- Один из этажей Крайслер-билдинг обрушится, и верхушка башни устремится вниз, разрушая этаж за этажом, что приведёт к полному уничтожению постройки.
- Демпфер небоскрёба «Тайбэй 101» отломится и рухнет вниз. Получится так называемое «каскадное обрушение». Дойдя до первых этажей, демпфер уничтожит весь небоскрёб — тот рухнет внутрь себя.
- Трансаляскинский нефтепровод постепенно распадётся от коррозии. Нефть, оставшаяся там, вытечет наружу. Однако из-за холодного климата остатки нефтепровода будут ещё узнаваемыми в течение ближайших двух тысяч лет и не пострадают за это время от коррозии.
- Стеклянный мост-подкова SkyWalk[англ.] над Гранд-Каньоном не выдержит коррозию и отломится от основной части. «Новое чудо света» будет падать всего 15 секунд и, возможно, при падении переломится пополам о часть стены каньона.
- Пилоны моста Амбассадор, соединявшего Канаду и США, отломятся от опор и упадут из-за перепадов температур.
- Форт Аламо в Техасе рухнет из-за сильно разросшихся дубов, которые станут сильно давить на стены ветками, и из-за активной строительной деятельности барсуков прямо под зданием.
- В Денвере из-за разрушения поддерживающих колонн между этажами обрушится Wells Fargo Center[англ.].
- Из-за сильных наводнений и ветров упадёт знак «Добро пожаловать в Лас-Вегас».
- В Лондоне от обширной коррозии обрушатся прогулочные галереи Тауэрского моста.
- Популяция собак снизится с 300 миллионов до 10 миллионов, однако они всё же выживут благодаря своему умению хорошо бегать.
- Могут вымереть последние попугаи, которые говорили человеческие слова: хотя они запоминают человеческую речь, для выживания в дикой природе она им попросту не нужна.
- В Бронксе, затопленном районе Нью-Йорка, в многоэтажных домах будут затоплены нижние этажи, и это постепенно приведёт к обрушению всех домов.

### Через 250 лет
- Города, построенные на болотистой местности (такие, как Вашингтон, Санкт-Петербург, Амстердам, Лондон и т. д.), постепенно начнут уходить под воду.
- Купол Капитолия в Вашингтоне сильно заржавеет. Статуя Свободы, находящаяся на вершине, станет тяжёлой для купола, и тот обрушится.
- Крыша мемориала Линкольну из-за скопления дождевой и талой воды также рухнет внутрь здания, уничтожив статую Линкольна, а сама же под водой может неплохо сохраниться, если превратится в окаменелость.
- Ротонда Национального архива также обрушится: в контейнер, где хранится Конституция США, начнёт проникать кислород, а сама бумага будет теперь подвержена воздействию ультрафиолета. В результате слова на бумаге просто выцветут и исчезнут, а бумага начнёт гнить.
- Центр Джона Хэнкока в Чикаго рухнет из-за разрушения балок почти у самой вершины постройки.
- В Дубае небоскрёб Бурдж-Халифа упадёт из-за песчаных бурь: разрушение начнётся в нижней части небоскрёба.
- Арка «Ворота на запад», символ города Сент-Луиса, лишится половины обшивки. Установленные в середине арки звенья упадут, а затем рухнет и вся конструкция.
- Статуя Христа-Искупителя обрушится из-за расслоения бетона и коррозии каркаса. Узнаваемым будет только её заросшее основание.
- Линкор «Миссури» начнёт погружаться под воду, однако полностью так и не затонет, превратившись в коралловый риф.
- Заброшенные города Италии будут уничтожены почти полностью: вода размоет фундамент колокольни Святого Марка в Венеции, из-за чего колокольня рухнет. Пизанская башня наклонится слишком сильно и упадёт, обрушится также и кафедральный собор во Флоренции. Археологическая площадка раскопок[англ.] на острове Сицилия из-за землетрясения потеряет много обнаруженных людьми храмовых сооружений.

### Через 300 лет
- Все современные носители информации, которые будут хранить человеческую культуру — лазерные диски, фотоплёнка, бумага и тому подобное, — превратятся в прах уже через несколько десятков или сотен лет после того, как люди исчезнут. Вероятно, только документы, похожие на свитки Мёртвого моря, останутся неповреждёнными благодаря сухому климату, в зоне которого они находятся.
- В Пенсильвании под землёй расположен архив фотографий и картин имени Отто Беттмана, которым владеет компания Corbis. На этих изображениях (а их более 19 миллионов) запечатлены важнейшие моменты человеческой истории, а сами фотографии хранятся при температуре минус 20 градусов по Цельсию. Но даже при таких условиях через 300 лет фотографии начнут разъедаться микроорганизмами и гнить. Такими темпами к следующему столетию могут уцелеть не более сотни изображений.
- Эпидемия вируса бешенства, бушевавшая в течение трёх веков среди сбежавших домашних животных, пойдёт на спад и вскоре прекратится.
- Статуя Свободы в Нью-Йорке сильно обветшает и зарастёт. Коррозия заставит обвалиться около 25 процентов обшивки статуи. Остров Свободы наполовину уйдёт под воду и зарастёт лесом. Факел Статуи Свободы не сможет долго держаться и отломится, потом упадёт голова, наконец вся Статуя развалится. По определённой траектории обломки погрузятся на дно. Возможно, через тысячи лет отпечаток от факела в иле будет узнаваем, а остатки статуи превратятся в окаменелости.
- Высочайшее здание Нового Орлеана — «One Shell Square[англ.]» — разрушится из-за подтопления фундамента водами Мексиканского залива.
- Декларация независимости США, находящаяся в Филадельфии, превратится в пыль из-за проникновения в контейнер воздуха. Останки Колокола Свободы будут похожи на старое надгробие. Хотя колокол сделан из долговечной бронзы, способной сохраняться в течение тысячелетий, он может погибнуть в случае крупного лесного пожара.
- Купол здания Библиотеки Конгресса в Вашингтоне обрушится из-за износа материалов, из которого он был построен, и похоронит под собой немногие уцелевшие бумажные документы. Находящийся неподалёку мемориал Корпуса морской пехоты США неплохо сохранится за 300 лет, хотя и зарастёт мхом.
- Сетчатая оболочка небоскрёба Мэри-Экс держалась до этого времени, несмотря на выбитые стёкла и провалившиеся этажи. Однако и она обрушится от коррозии.
- Отель «Стратосфера Лас-Вегас» рухнет из-за сейсмических толчков, которые нечасто бывают в штате Невада. Тем временем на Лас-Вегас-Стрип из-за сильных дождей снова начнут расти кустарники, заново скрепляя корнями частицы песка. На территории штата прекратятся почти все песчаные бури.
- В гроб, где лежит мумия Джона Пола Джонса, начнёт протекать вода из-за наводнения. В итоге этот гроб будет затоплен полностью, а адмирал де-факто похоронен в воде (об этом он просил в своём завещании).

### Через 500—600 лет
- Образцом жизни без людей спустя 600 лет станет город Ангкор в Камбодже, который включает в себя храмовый комплекс Ангкор-Ват и некоторые другие храмовые постройки, сильно пострадавшие от воздействия деревьев, растительности и термитов.
- Арматура внутри бетонных зданий, обладающих большей стойкостью по сравнению со стальными, разбухнет в три раза из-за ржавчины, что послужит причиной разрушения бетонных конструкций. Башни Петронас в Малайзии, подножие которых построено из тяжёлого высокомарочного бетона, простояв дольше других небоскрёбов, обрушатся под воздействием влажного климата и жары.
- Фрески Сикстинской капеллы потускнеют от времени из-за воздействия кислорода на краски. Потолок сильно растрескается, и вся капелла развалится.
- С горизонта Ватикана исчезнет купол Собора Святого Петра. Металлические элементы купола рассыплются от коррозии, и купол рухнет внутрь собора.
- Последним городом, который уцелеет без людей за 5 веков, как ни странно, может стать посёлок, уже заброшенный во времена людей, — Пирамида. Сохранность посёлка объясняется климатом, в котором он расположен — низкая температура Шпицбергена останавливает процессы, которые в умеренном климате уничтожили бы посёлок.
- Бо́льшая часть Вашингтона превратится в болотистую местность. Монумент Вашингтону постепенно будет осыпаться, его нижняя половина зарастёт. Алюминиевая пирамидка, венчающая обелиск, и расположенные вокруг неё громоотводы сильно потускнеют. Громоотводы же спустя пять веков деформируются от коррозии.
- Бо́льшая часть Лос-Анджелеса, напротив, превратится в пустыню. От Башни Банка США останется только каркас первых 53 этажей, который, в свою очередь, обрушится от небольших сейсмических толчков уже через 600 лет.
- Окончательно развалится постамент Статуи Свободы.
- В Тихом океане до сих пор может остаться узнаваемым Большое тихоокеанское мусорное пятно, созданное из остатков пластика, хотя его размеры могут уменьшиться из-за того, что чайки будут склёвывать мусор.

### Через 1000—1500 лет
- Большинство современных городов будут покрыты зелёным покровом, а обрушившиеся небоскрёбы и здания станут новыми холмами. Манхэттен вернётся к своему прежнему виду — до заселения человеком — со множеством ручьёв и озёр. Доказательств существования человеческой цивилизации почти не останется. Менее всего пострадают здания и конструкции, сделанные из массивных камней или толстого бетона, например, египетские пирамиды, Великая Китайская стена, средневековые замки.
- Но землетрясения приведут к разрушению даже бетонных конструкций. Тадж-Махал построен в сейсмическом районе Индии. Через десять веков землетрясение магнитудой 5 баллов обрушит все минареты мавзолея, а затем обрушится и сам Тадж-Махал.
- В Риме Колизей, выстроенный из камня, внешне узнаваем. Но растения и сырость повредили сооружение, а скрепляющий камни вулканический пепел ослабеет. Мощные подземные толчки в конечном счёте разрушат главную достопримечательность Рима. Однако находящаяся рядом Юбилейная церковь может сохраниться.
- Ландшафт Ниагарских водопадов изменится до неузнаваемости. Через десять веков водопад на американской стороне пересохнет, а водопад на стороне Канады передвинется назад со своего бывшего местонахождения.
- Вашингтон практически полностью уйдёт под воду. Развалины некогда узнаваемых сооружений будут лишь едва видны над поверхностью воды. О городе будет напоминать только монумент Вашингтону, который просядет на полтора метра. Сохранится даже алюминиевая пирамидка, на которой начерчены слова «Laus Deo» («Слава Богу»). Они могут стать одними из последних в жизни после людей.
- Единственным сохранившимся транспортным средством может стать луноход. Три лунных автомобиля, оставшиеся на Луне со времён экспедиций «Аполлон-15», «Аполлон-16» и «Аполлон-17», прекрасно сохранятся, поскольку на Луне нет воздуха, воды и тектонических сдвигов.
- От Мехико не останется и следа: полузатопленный город будет уничтожен извержением вулкана Попокатепетль.
- Экспонаты подводного музея скульптур[англ.], расположенного на побережье Сент-Джорджеса, постепенно превратятся в коралловые рифы и в скором времени могут исчезнуть под слоем ила.
- Анатолийские овчарки продолжат исполнять свой долг и стеречь стада овец, сохранив свои повадки со времён людей.

### Через 2000 лет
- К этому моменту сохранятся только мощные каменные здания, которые держатся исключительно благодаря силе земного притяжения, например такие, как Собор Парижской Богоматери. На месте, где когда-то стоял город влюблённых Париж, ничего не останется. Впрочем, Венера Милосская, сделанная из мрамора, сохранится ещё в течение нескольких тысяч лет. Она пролежала в земле тысячи лет, пока её не откопал фермер, а мрамор считается одним из самых прочных материалов.
- Все копии «Розеттского диска», сделанные из никеля, содержат в себе микроскопические страницы с текстами Библии. Но за 2000 лет диск придёт в негодность: бактерии, скопившиеся на поверхности диска, вызовут гниение «книг» и образуют налёт, на котором в скором времени будет расти мох.
- На месте Финикса появится саванна, в которой поселятся разнообразные животные и растения.
- Комплекс NORAD, расположенный в горе Шайенн, будет всё ещё узнаваем. Сохранится даже оборудование внутри горной базы.

### Через 4000 лет
- Из продуктов, существовавших во времена человечества, прекрасно сохранятся только мёд (особенно в глиняных горшках) и масло (в деревянных бочках). Их можно будет найти в торфяных болотах Ирландии, Шотландии, Скандинавии и России.

### Через 5000 лет
- «Мемориал Конфедерации», вырезанный в гранитном монолите Стоун-Маунтин, возможно, будет узнаваем и в будущем, ведь гранит — одна из самых прочных горных пород на земле.
- Тела всех альпинистов, которые погибли при восхождении на разные вершины (в том числе и Эверест), давно вмёрзли в лёд. Однако спустя 5 тысяч лет глобальное потепление приведёт к таянию ледников, и те куски льда, в которых были замурованы погибшие, растают. Тела прекрасно сохранятся к тому моменту, но после таяния ледников немедленно начнут разлагаться. Всего таких тел насчитывается 180 (тела 50 альпинистов не найдены до сих пор).

### 28 мая 8113 года или приблизительно через 6000 лет
- Под землёй всё ещё находится необычная капсула времени — Крипта цивилизации. В тот момент капсулу должны были вскрыть люди, но так как людей не осталось, то и о склепе некому больше заботиться. Стены вокруг двери в комнату порастут мхом и пойдут трещинами. Краска на манекенах сойдёт, коррозия начнёт поглощать металлические предметы.

### Через 10 000 лет
- К этому времени почти все напоминания о том, что человек некогда был венцом природы, исчезнут. Выживут лишь несколько каменных конструкций. Среди них — пирамиды в Гизе и Сфинкс, почти полностью занесённые песком пустыни; фрагменты Великой Китайской стены. Лица, вырезанные в горе Рашмор, останутся нетронутыми на сотни тысяч лет. То же самое можно сказать о горе Стоун-Маунтин в Атланте. И только по ним наши преемники смогут определить, что на Земле до них существовала цивилизация.
- Последние обломки человеческой цивилизации всё же могут исчезнуть. Плотина Гувера обрушится из-за коррозии и аккумулирующего воздействия сейсмической активности территории, в то время как бараки Шеклтона и Скотта развалятся в результате воздействия растений, плесени и насекомых, активность которых повысится после повышения температуры в Антарктиде.
- Золото, которое хранилось в Федеральном резервном банке США, уйдёт под воду на 140 метров, но благодаря своим физическим и химическим свойствам не подвергнется коррозии. Золото может храниться тысячелетиями и даже миллионами лет в первозданном виде.

### Через 20 000 лет
- Погибнут последние семена, которые спрятаны в норвежском «хранилище Судного дня», хотя само хранилище будет всё ещё узнаваемым благодаря низкой температуре своего месторасположения.
- По подсчётам учёных, примерно столько времени понадобится, чтобы линкор «Миссури» окончательно разрушился и превратился в новый риф.
- К этому времени на Земле начнётся новый ледниковый период.

### Через 50 000 лет
- Предполагается, что через это время спутник KEO войдёт в атмосферу. При падении с ним будут сталкиваться различные куски космического мусора, но это не разрушит спутник. В конце концов он упадёт в воды Мирового океана.

### Через 1 000 000 лет
- Потомки верблюдов, которых во времена людей держали на ранчо в Вирджиния-Сити, к этому времени, вероятно, эволюционируют. Они станут заметно меньше в размерах из-за того, что в их рацион входит в основном скудная растительность, и более проворными, способными убежать от хищников.
- Шанс эволюционировать в разумный вид получат такие находящиеся на стадии предразума существа, как осьминоги.
- Зонд «Вояджер-2» достигнет расстояния около 51,2 световых лет от Земли. Его состояние будет критическим: частицы космической пыли сильно повредят корпус корабля, и золотая пластина, на которой находятся речевые записи и информация о расположении планеты Земля, будет сильно повреждена; её уже вряд ли кто-нибудь сможет прочитать. Такая же судьба может ожидать и другие зонды, подобные ему.

### Через 2 000 000 лет
- В аппарате Кассини-Гюйгенс находились живые бактерии. Если бы подобный ему аппарат столкнулся с небесным телом наподобие Энцелада, бактерии начали бы размножаться. Таким образом, через 2 миллиона лет на Энцеладе зародилась бы жизнь, и он мог бы стать терраформированной планетой.

### Через 10 000 000 лет
- Скелеты людей, погребённые на всех кладбищах нашей планеты, через десятки миллионов лет после исчезновения людей потеряют всю свою прочность и начнут превращаться в нефть. Разумеется, это произойдёт только на захоронениях, которые уйдут под воду, например, в постоянно затопляемом городе Новый Орлеан.
- Остатки некоторых зданий Сан-Франциско могут превратиться в окаменелости, однако более вероятно, что они будут уничтожены в результате последующих движений тектонических плит.

### Через 50 000 000 лет
- О человеческой цивилизации всё ещё будут напоминать множество мелких археологических находок, таких как пластиковые бутылки, осколки стекла под землёй и некоторая часть из сотен миллионов выпущенных в конце XX века керамических микропроцессоров с золотым покрытием (количество которых повышает вероятность случайного обнаружения). Сами микропроцессоры станут полностью нефункциональны из-за внутренней диффузии материалов, но по ним можно будет сделать примерный вывод о достигнутом человечеством уровне развития и более целенаправленно искать электрические и информационные артефакты. В их числе окажутся, например, фарфоровые высоковольтные изоляторы где-нибудь внутри наросших вокруг них каменных структур, предметы роскоши из чистого золота, а также надёжно запечатанные в стекле культурные композиции (которые сохранятся так же, как дошедшие до наших дней случайно попавшие в янтарь мезозойские насекомые).

### Через 100 000 000 лет
- Почти все заметные на поверхности планеты следы людей исчезнут. На таких сроках остаются только камни, поэтому о существовании самих людей прямо напомнят лишь их фоссилизированные (окаменевшие) скелеты внутри горных пород, а об их материальной культуре — керамические артефакты. Никакие полиэтиленовые пакеты столько времени не сохраняются: их остатки (так же, как и весь пластик на планете) съедят эволюционировавшие бактерии (для которых он станет легкодоступным и массовым источником питания гораздо раньше).
- На местах прежних крупных мегаполисов останутся аномальные пятна месторождений некоторых минералов (таких как асфальт), причина появления которых будет непонятна геологам будущего. Правда, искать их придётся, скорее всего, на дне океанов из-за движения континентов, периодически затапливающего новые и осушающего старые глобальные участки земной коры.
- При этом на поверхности планеты могут оказаться локальные участки распределения изотопов на местах захоронения бывших радиоактивных могильников атомной индустрии, по которым можно будет сделать вывод об их изначальном составе: сроки распада некоторых из них исчисляются миллиардами лет.
- Остатки космических кораблей и обломки спутников за пределами Земли останутся редкими памятниками о человеческой цивилизации в космосе. Изотопные источники энергии в них позволят сопоставить состав с аномальными пятнами продуктов распада на самой планете и сделать вывод об искусственном происхождении этих пятен.
- Наиболее стабильным напоминанием окажется живая природа. В ДНК одичавших сельскохозяйственных культур сохранятся следы появления множества искусственных генов, которые не имели аналога до момента появления человечества — что при использовании основанного на равномерной скорости мутаций метода «молекулярных часов» позволит примерно вычислить эпоху его существования.
- Одноклеточные организмы с Земли (в рамках теории обратной панспермии) долетят до всех планет Солнечной системы и начнут эволюцию во Вселенной.
- Некоторые найденные на самой Земле метеориты были выбиты непосредственно из других планет Солнечной системы. Поэтому часть наиболее стойких артефактов (таких как керамические микропроцессоры) окажутся в космосе и в конце концов упадут на другие планеты.
- Оказавшиеся в космосе микроорганизмы, естественным образом распространяясь по кремниевым узорам внутри выбитых метеоритами микропроцессоров, повторят их структуру, включат её в организацию своих организмов и эволюционно приобретут способность к электрическому взаимодействию.
- Гены не упрощаются; они только усложняются по мере эволюции жизни на Земле. Поэтому те гены, которые привели к зарождению разума у человека, сохранятся и приведут к его появлению снова у других организмов.

## Примеры жизни без людей
Фильм 2008 года:
- -  Припять[2] — Украина. Один из самых известных городов-призраков в мире. Город был полностью заброшен после эвакуации всех его жителей, причиной стала авария на Чернобыльской АЭС. Иллюстрирует фрагмент «20 лет после людей».

1-я серия:
- Остров Хасима — Япония. Некогда один из наиболее плотно заселённых городов мира. Жители покинули город на острове, когда Хасима не смогла приспособиться к переходу к добыче газа, так как город существовал исключительно благодаря добыче угля. Ныне посещение острова серьёзно ограничено из-за аварийного состояния всех его сооружений; тем не менее, остров с 2015 года является объектом Всемирного наследия ЮНЕСКО. Иллюстрирует фрагмент «35 лет после людей».

2-я серия:
- Гэри — Штат Индиана. Родина Майкла Джексона полна заброшенных кварталов, на территории которых находятся некоторые значимые для города объекты, но в городе по-прежнему живёт большое количество людей. Иллюстрирует фрагмент «30 лет после людей».

3-я серия:
- Ангкор — Камбоджа. Древний город был разорён сиамскими войсками более 500 лет назад, а затем, после того как его руины были открыты французом Анри Муо, были проведены работы по его консервации, а храмовый комплекс стал объектом Всемирного наследия ЮНЕСКО и одним из главных символов Камбоджи. Иллюстрирует фрагмент «600 лет после людей».

4-я серия:
- Риолит — Штат Невада. Городок возник во время золотой лихорадки и погиб так же, как и другие подобные города на Диком Западе. «Сохранность» сооружений города настолько минимальна, что Риолит может полностью исчезнуть, возможно, в ближайшие 10-20 лет. Иллюстрирует фрагмент «90 лет после людей».

5-я серия:
- Деревня Тайнхем — Великобритания. Жители покинули эту деревню на юге Англии, так как правительство планировало использовать её как полигон во время Второй мировой войны, но, несмотря на обещания, даже после войны туда никто не вернулся. Иллюстрирует фрагмент «65 лет после людей».

6-я серия:
- Сентрейлия — Штат Пенсильвания. Город был одним из центров угольной промышленности, но из-за халатности в заброшенных антрацитовых шахтах начался пожар. Чтобы избежать смерти от угарного газа, жителям пришлось покинуть город, предварительно уничтожив почти все свои дома. На нынешний день от города, по сути, мало что осталось. Пожар по-прежнему бушует под городом, что послужило причиной его использования как прообраза Сайлент Хилла в одноимённом хорроре 2006 года. Иллюстрирует фрагмент «25 лет после людей».

7-я серия:
- Парк развлечений «Американа» — Штат Огайо. Парк был закрыт в результате банкротства его собственника. Интересно, что в 2011 году одна из главных достопримечательностей бывшего парка, американские горки «Screechin Eagle» (с англ. — «Кричащий орёл»), состояние которых подробно показано в серии, была снесена. В настоящее время все аттракционы парка демонтированы. Иллюстрирует фрагмент «1 месяц после людей».

8-я серия:
- Остров Норд-Бразер — Нью-Йорк. До того, как остров стал необитаемым, здесь была больница для больных вирусными заболеваниями — именно здесь, в больнице Риверсайд, прожила свои последние годы печально известная Тифозная Мэри. В середине XX века больницу переоборудовали в реабилитационный центр для наркоманов, но впоследствии она была окончательно закрыта из-за неэффективности. Иллюстрирует фрагмент «45 лет после людей».
- Пуэнт-дю-Ок — Франция. Иллюстрирует фрагмент «65 лет после людей».

9-я серия:
- Завод «Packard» и другие районы Детройта. Детройт, будучи крупнейшим городом штата Мичиган, стремительно превращается в город-призрак: после двух кризисов в 1973 и 1979 годах большая часть городских предприятий закрылась; соответственно, один за другим его кварталы пустеют, в городе процветает преступность; сам город переживает серьёзные экономические проблемы. В 2013 году власти города официально объявили о его банкротстве. Так, квартал, в котором находился завод автоконцерна «Packard», был покинут жителями после банкротства предприятия. Иллюстрирует фрагмент «40 лет после людей».

10-я серия:
- Некоторые районы Нового Орлеана, заброшенные после урагана «Катрина». После катастрофического урагана многие кварталы города так и остались заброшенными. Люди отказались возвращаться туда по моральным или финансовым причинам. Иллюстрирует фрагмент «4 года после людей».

11-я серия:
- Колманскоп и Элизабет-Бей — Намибия. Немецкие поселения, основанные ещё во времена колониальной Африки, были пунктом добычи алмазов, но их запасы быстро иссякли. Тяжёлые условия жизни, а также периодические песчаные бури вынудили местных жителей покинуть оба городка. Теперь руины Колманскопа погружаются в песчаные барханы, а Элизабет-Бей, расположенный ближе к океану, разрушается от постоянного воздействия солёного воздуха. Иллюстрируют фрагмент «50 лет после людей».

12-я серия:
- Пичер — Штат Оклахома. Этот город был крупным промышленным центром — здесь добывали свинцовую руду. Образовавшиеся после этого горы и терриконы начали отравлять жителей Пичера, и город пришлось расселить. Из-за того, что грунтовые воды в пределах города оказались насыщенными ядовитыми веществами, а кое-где тоннели в шахтах начали обваливаться, Пичер стал полностью непригодным для жизни людей. По уровню загрязнения город ставят в один ряд с Чернобыльской зоной отчуждения; Пичер называют самым токсичным городом в США. Иллюстрирует фрагмент «40 лет после людей».

13-я серия:
- Норуичская государственная больница — Штат Коннектикут. Эта больница считается одним из самых жутких мест в США; многие верят в то, что там могут обитать призраки. Всё из-за того, что в этой психиатрической лечебнице содержались тысячи душевнобольных, в том числе и преступники-социопаты. Здесь происходили самоубийства среди пациентов и работников больницы. С 1970-х по 1990-е годы все здания больницы были закрыты; с 1996 года больница не действует. С 1988 года больничный комплекс числится в Национальном реестре исторических мест США. Иллюстрирует фрагмент «40 лет после людей».

14-я серия:
- Транкилль — Британская Колумбия, Канада. Фермерский городок Транкилль был основан в то время, когда в Канаде бушевала золотая лихорадка. Спустя время здесь был создан санаторий для больных туберкулёзом, а потом — и реабилитационный центр для наркоманов. Ныне является городом-призраком. Иллюстрирует фрагмент «25 лет после людей».

15-я серия:
- Балестрино — Италия. Небольшой городок, расположенный в итальянской Лигурии, делится на старую и новую части. Старая часть расположена в географически неблагоприятном месте — на крутых склонах гор; здесь часты землетрясения и оползни. Это и является основным фактором постепенного его запустения. Новая же часть, расположенная в более ровном месте, имеет постоянное население в 500—600 человек. Иллюстрирует фрагмент «60 лет после людей».

16-я серия:
- Курорт Солтон-Сити — Солтон-Си, Штат Калифорния. Этот городок был одним из ведущих курортов на озере Солтон-Си, но из-за высокой солёности озёрной воды, вперемешку с выброшенными удобрениями и химикатами, начался массовый мор рыбы. Наполненный трупными запахами воздух стал просто непригодным для жизни, что и стало причиной упадка курорта. Иллюстрирует фрагмент «20 лет после людей».

17-я серия:
- /- Пирамида — Шпицберген, Норвегия. Русский посёлок на Шпицбергене в годы СССР был ведущим центром добычи угля. Но в начале 1990-х годов добыча угля резко сократилась, и люди начали его покидать. Ныне посёлок законсервирован, хотя в нём постоянно проживают от 3 до 16 человек, по данным 2014 года. Любопытно, что в серии, где показан посёлок, также показывается его возможное будущее в мире без человечества — Пирамида может сохраниться в течение 500 лет из-за здешнего климата, став последним хорошо узнаваемым поселением времён человека. Иллюстрирует фрагмент «10 лет без людей».

18-я серия:
- Аэропорт Берлин-Темпельхоф — Берлин, Германия. Аэропорт функционировал с 1923 по 2008 годы, был в своё время закрыт с 1975 по 1985 годы. В 1948—1949 году здесь действовал «воздушный мост» для переправки продовольствия жителям Западного Берлина во время оккупации. В 2008 году аэропорт был окончательно выведен из эксплуатации в связи со строительством нового аэропорта «Берлин-Бранденбург». Здание аэропорта находится в списке исторических памятников инженерно-архитектурного искусства Германии. Иллюстрирует фрагмент «1 год после людей».
- Радарная станция «Эдгар» — Онтарио, Канада. С 1952 по 1964 годы станция работала в штатном режиме, с 1964 по 1999 годы здесь располагался реабилитационный центр для инвалидов. С 1999 года станция была заброшена, но в 2011 году её снесли. Иллюстрирует фрагмент «10 лет после людей».

19-я серия:
- Шахта Бонн Терр — Штат Миссури. С момента закрытия в 1962 году значительная часть шахты оказалась затоплена подземными водами, и в настоящее время здесь проводятся экскурсии для туристов, в том числе любителей дайвинга. Иллюстрирует фрагмент «40 лет после людей».

20-я серия:
- Военно-морская верфь Сан-Франциско — Сан-Франциско. База ВМФ США, расположенная неподалёку от Сан-Франциско, была центром ядерных исследований — в своё время здесь и была собрана атомная бомба «Малыш», сброшенная на Хиросиму. После сворачивания этих операций базу постепенно очищали от радиоактивных отходов, а в 1994 году база была окончательно закрыта и пришла в запустение. Иллюстрирует фрагмент «20 лет после людей».

## Объекты, показанные в сериале
Перечень объектов, продемонстрированных в сериале, будущее которых смоделировано с помощью компьютерной графики.

### Фильм
- Эйфелева башня — 200 лет без людей
- Бруклинский мост — 100 лет без людей
- Мост Золотые ворота — 25 лет без людей, 100 лет без людей
- Эмпайр-стейт-билдинг — 2 дня без людей, 200 лет без людей
- Сирс-Тауэр — 10 лет без людей, 200 лет без людей
- Спейс-Нидл — 200 лет без людей
- Викторианские дома Сан-Франциско — 1 день без людей, 1 год без людей
- Автомобили — 75 лет без людей
- Нью-йоркский метрополитен — 150 лет без людей
- Египетские пирамиды — 10 000 лет без людей
- Колизей — 1 год без людей
- Мемориал Линкольну — 1 год без людей
- Триумфальная арка (Париж) — 25 лет без людей
- Храм Василия Блаженного — 5 лет без людей
- Плотина Гувера — 10 000 лет без людей
- Гора Рашмор — 10 000 лет без людей
- Великая китайская стена — 10 000 лет без людей
- Тауэрский мост — 200 лет без людей
- Букингемский дворец — 5 лет без людей
- Лас-Вегас-Стрип — 1 год без людей
- Плотина «Тринити» — 40 лет без людей

### Первый сезон
1. Тела, которые мы оставили (Проект «Бессмертие»)
В этой серии описывается судьба простых человеческих тел, нетленность которых пытались поддерживать всеми различными способами, а также некоторых объектов, связанных с попыткой увековечить следы пребывания людей. Основные локации — Бостон и Хьюстон, частично — Нью-Йорк, Ватикан, Москва и Антарктида, а также Международная космическая станция.
- Бостон — 20 лет без людей
- Хьюстон — 20 лет без людей
- Статуя Свободы — 300 лет без людей
- Башня Джона Хэнкока — 150 лет без людей
- USS Constitution — 9 месяцев без людей
- Башня JPMorgan Chase — 20 лет без людей, 200 лет без людей
- Сикстинская капелла, включая потолок — 500 лет без людей
- Мумии, включая мавзолей Ленина — 25 лет без людей
- Международная космическая станция — 3 года без людей
- Бараки Роберта Скотта и Эрнеста Шеклтона — 6 месяцев без людей, 10 тысяч лет без людей
- Стадион «Астродом» — 20 лет без людей, 100 лет без людей
- Мост Банкер-Хилл — 100 лет без людей
- Старая Северная церковь — 5 лет без людей, 35 лет без людей

2. Прорыв на свободу (Начало конца)
В этой серии рассказывается о судьбе домашних животных и диких растений, зданий и городов, которые остались без присмотра. Основные локации — Чикаго, Атланта, Лондон.
- Атланта — 1 месяц без людей, 50 лет без людей
- Чикаго — 3 дня без людей, 100 лет без людей
- Биг-Бен — 100 лет без людей
- Стоун-Маунтин — 5000 лет без людей
- Сирс-Тауэр — 10 лет без людей, 200 лет без людей
- Центр Джона Хэнкока — 200 лет без людей, 250 лет без людей
- Стадион «Ригли Филд» — 1 год без людей, 5 лет без людей, 50 лет без людей
- Стадион «Джорджия Доум» — 50 лет без людей
- Штаб-квартира «Кока-Кола» — 50 лет без людей
- Чикагский метрополитен — 100 лет без людей
- Река Чикаго — 3 дня без людей
- Букингемский дворец — 3 месяца без людей

Интересно, что показанный в серии стадион «Джорджия Доум» в Атланте более не существует: он был снесён в 2017 году.
3. Гибель столиц (Главная опасность)
Серия полностью посвящена описанию обезлюдевших Вашингтона и Лос-Анджелеса — двух американских столиц (юридической и символической). Тем не менее, одной из локаций в серии частично является Тихий океан.
- Лос-Анджелес — 2 недели без людей, 3 года без людей, 10 лет без людей, 100 лет без людей
- Вашингтон — 1 день без людей, 5 лет без людей, 100 лет без людей, 250 лет без людей, 600 лет без людей
- Мэрия Лос-Анджелеса — 50 лет без людей
- Монумент Вашингтону — 5 лет без людей, 500 лет без людей, 600 лет без людей, 1000 лет без людей
- Мемориал Линкольну — 1 год без людей, 100 лет без людей, 250 лет без людей, 600 лет без людей
- Башня Банка США — 5 лет без людей, 10 лет без людей, 40 лет без людей 50 лет без людей, 600 лет без людей
- Знак Голливуда — 10 лет без людей, 50 лет без людей
- Капитолий — 1 год без людей, 100 лет без людей, 250 лет без людей, 600 лет без людей
- Голливудская аллея славы — 10 лет без людей
- Национальный архив США — 250 лет без людей
- Китайский театр Граумана — 10 лет без людей
- Концертный зал имени Уолта Диснея — 10 лет без людей, 100 лет без людей

4. Тяжелый металл (Время против металла)
Серия посвящена металлическим конструкциям — мостам и стальным небоскрёбам, и рассказывает о будущем минералов и металлов. Основные локации — Сент-Луис и Нью-Йорк.
- Сент-Луис — 2 дня без людей
- Нью-Йорк — 2 дня без людей, 100 лет без людей, 10000 лет без людей
- Эмпайр-стейт-билдинг — 2 дня без людей, 200 лет без людей
- Крайслер-билдинг — 50 лет без людей, 200 лет без людей
- Бруклинский мост — 100 лет без людей
- Мост Куинсборо, включая канатную дорогу острова Рузвельт — 100 лет без людей
- Ворота на запад — 250 лет без людей
- Федеральный резервный банк Нью-Йорка — 10 тысяч лет без людей
- Таймс-сквер — 2 дня без людей
- Скелеты динозавров — 50 лет без людей

5. Оккупанты (Захват территории)
Серия посвящена преимущественно диким животным, которые борются за выживание в новом мире и вторгаются в заброшенные города. Основные локации — Национальный парк Эверглейдс, Майами, Финикс, частично — Национальный парк Гранд-Каньон, Шанхай и Агра.
- Майами — 5 лет без людей, 20 лет без людей, 100 лет без людей, 200 лет без людей
- Финикс — 10 лет без людей
- Платформа «Skywalk» — 200 лет без людей
- Blue and Green Diamond Towers — 100 лет без людей
- Космический центр Кеннеди — 100 лет без людей
- Тадж-Махал — 1000 лет без людей
- Мост через архипелаг Флорида-Кис — 100 лет без людей
- Телебашня «Восточная жемчужина» — 70 лет без людей
- Chase Tower (Финикс) — 100 лет без людей

Интересно, что смотровая площадка «Skywalk» в Гранд-Каньоне впоследствии обзавелась зданием визит-центра, построенным уже после выхода эпизода, и это в эпизоде не отражено.
6. Взаперти и на привязи (Погребённые заложники)
Показанные в серии объекты — культурное наследие человека, которое держится только за счёт каких-либо канатов или закрыто в каких-либо тайниках. Основные локации — Сан-Франциско, Филадельфия, Париж, частично — Куала-Лумпур, архипелаг Шпицберген (Норвегия) и департамент Дордонь (Франция).
- Сан-Франциско — 2 года без людей, 100 лет без людей, 200 лет без людей
- Филадельфия — 2 года без людей, 10 лет без людей, 75 лет без людей, 300 лет без людей
- Мост Золотые ворота — 25 лет без людей, 100 лет без людей, 200 лет без людей
- Сан-Франциско-Окленд Бэй Бридж — 2 года без людей, 100 лет без людей, 200 лет без людей
- Канатный трамвай Сан-Франциско — 2 года без людей
- Индепенденс-холл вместе с Колоколом Свободы и Декларацией независимости — 10 лет без людей, 75 лет без людей, 300 лет без людей
- Мона Лиза — 100 лет без людей
- Венера Милосская — 2000 лет без людей
- Грузовые корабли — 2 года без людей
- Башни Петронас — 75 лет без людей, 500 лет без людей
- Собор Парижской Богоматери — 2000 лет без людей
- Всемирное семенохранилище — 6 месяцев без людей, 50 лет без людей, 20 тысяч лет без людей
- Пещера Ласко — 10 лет без людей

Интересно, что показанные в эпизоде секции моста Бэй-Бридж ныне не существуют, в 2017 году они были демонтированы, и ныне они заменены новым вантовым мостом, построенным ещё в 2013 году.
7. Крах города грехов (Города греха)
Серия полностью посвящена Атлантик-Сити и Лас-Вегасу — крупнейшим в США центрам игорного бизнеса, являющегося одним из самых порочных занятий для человека. Тем не менее, одной из локаций является (частично) относительно любая часть космического пространства.
- Атлантик-Сити — 50 лет без людей
- Лас-Вегас — 1 день без людей, 2 дня без людей, 1 неделя без людей, 50 лет без людей, 300 лет без людей
- Долина Лас-Вегас — 300 лет без людей
- Знак «Добро пожаловать в сказочный Лас-Вегас» — 100 лет без людей, 200 лет без людей
- Отель-казино «Луксор Лас-Вегас» — 100 лет без людей
- Слониха Люси — 15 лет без людей
- Стратосфера Лас-Вегас — 300 лет без людей
- Лас-Вегас-Стрип — 2 дня без людей, 50 лет без людей, 300 лет без людей
- Вояджер-2 — 1 миллион лет без людей
- Трамп-Тадж-Махал — 50 лет без людей
- Стальной пирс — 50 лет без людей

8. Вооружённые и беззащитные
В этой серии подняты две контрастирующие темы. Речь в серии идёт преимущественно о военной технике и о том, что призвано защищать, а также о довольно-таки беззащитных созданиях и сооружениях. Основные локации — Гонолулу и Денвер, частично — Тихий океан.
- Аэрокосмический центр обследования и обслуживания на авиабазе «Девис-Монтен» ВВС США — 20 лет без людей
- Wells Fargo Center (Денвер) — 25 лет без людей, 200 лет без людей
- USS Missouri (BB-63) — 6 месяцев без людей, 15 лет без людей, 70 лет без людей, 250 лет без людей
- Баллистическая ракета «Р-21» затонувшей подлодки «К-129», находящаяся на дне Тихого океана — 25 лет без людей

9. Дороги в никуда
Серия посвящена мостам, дорогам, автомобилям и автопромышленным заводам — всему тому, что связано с транспортом. Основные локации — Детройт и Сан-Антонио, а также Луна.
- Сан-Антонио — 200 лет без людей
- Форт Аламо — 50 лет без людей, 200 лет без людей
- Набережная Сан-Антонио — 50 лет без людей
- Нефтеперерабатывающие заводы — 1 час без людей, 1 неделя без людей, 2 месяца без людей, 3 месяца без людей
- Ренессанс-центр — 25 лет без людей, 150 лет без людей
- Мост Амбассадор — 150 лет без людей, 200 лет без людей
- Тауэр-Лайф-билдинг — 50 лет без людей

10. Воды смерти
В серии рассказывается об объектах, исчезновение которых связано так или иначе с водой. Основные локации — Сиэтл, Новый Орлеан и Мексиканский залив, частично — Москва и Дубай, а также околоземная орбита.
- Сиэтл — 20 лет без людей, 30 лет без людей
- Новый Орлеан — 30 лет без людей, 150 лет без людей, 1000 лет без людей, 10 миллионов лет без людей
- Бурдж-эль-Араб — 50 лет без людей
- One Shell Square — 300 лет без людей
- Храм Василия Блаженного — 125 лет без людей
- Нефтяные вышки — 50 лет без людей, 110 лет без людей
- Спейс-Нидл — 20 лет без людей, 50 лет без людей, 200 лет без людей
- Спутники — 50 лет без людей
- Аквариум двух Америк имени Дж. Дж. Одюбона — 1 неделя без людей

### Второй сезон
11. Гнев Божий
В этой серии речь идёт о религиозных объектах: храмах и церквях, реликвиях и сооружениях, связанных с христианской религией. Основные локации — Рим и Ватикан, Рио-де-Жанейро, частично — Гарден-Гров, Лос-Анджелес и Турин.
- Рим — 1 месяц без людей, 1 год без людей, 15 лет без людей, 25 лет без людей, 75 лет без людей, 250 лет без людей
- Ватикан — 1 месяц без людей, 1 год без людей, 25 лет без людей
- Статуя Христа-Искупителя — 1 день без людей, 4 дня без людей, 50 лет без людей, 250 лет без людей, 500 лет без людей
- Мемориальный колизей Лос-Анджелеса — 150 лет без людей
- Колизей — 1 год без людей, 150 лет без людей, 250 лет без людей, 1000 лет без людей
- Хрустальный собор — 25 лет без людей, 75 лет без людей
- Юбилейная церковь — 25 лет без людей, 75 лет без людей
- Собор Святого Петра — 500 лет без людей
- Туринская плащаница — 100 лет без людей

12. Месть ядов (Токсичные мстители)
Эта серия посвящена так или иначе опасным химическим, биологическим и радиоактивным веществам, и о том, как они повлияют на окружающую среду в обезлюдевшем мире. Основные локации — Ниагарские водопады и Нью-Йорк.
- Большой центральный вокзал и Метлайф-билдинг — 5 дней без людей, 10 лет без людей, 60 лет без людей, 150 лет без людей
- Ниагарские водопады и Международный железнодорожный мост — 1 месяц без людей, 5 лет без людей, 20 лет без людей, 60 лет без людей, 1500 лет без людей
- Атомные электростанции — 10 дней без людей, 1 год без людей, 175 лет без людей
- Хлор — 50 лет без людей
- Метан — 5 дней без людей

13. Крипта цивилизации (Наследие цивилизации)
В этой серии рассказывается о некоторых капсулах времени и письмах в будущее. Имеет отсылку к 1-й серии. Основные локации (частично) — Лондон, Атланта, Вашингтон, Аннаполис, а также околоземная орбита.
- Мумия Джона Пола Джонса — 300 лет без людей
- Небоскрёб Мэри-Экс — 100 лет без людей, 150 лет без людей, 300 лет без людей
- Крипта цивилизации — 28 мая 8113 года, или 6000 лет без людей
- Спутник «KEO» — 50000 лет без людей
- Розеттский диск — 2000 лет без людей
- Мемориал Корпуса морской пехоты США — 6 месяцев без людей, 300 лет без людей
- Главное здание Библиотеки Конгресса — 5 лет без людей, 500 лет без людей
- 10000-летние часы — 150 лет без людей
- Университет Оглторпа — 10 лет без людей

14. Последняя трапеза
Серия посвящена полностью судьбе продовольственных и питьевых запасов и зданий, связанных с человеческой едой. Основные локации (частично) — Лос-Анджелес, Милан, Тайбэй.
- «Randy’s Donuts» — 60 лет без людей
- Тайбэй 101 — 5 лет без людей, 200 лет без людей
- Фреска «Тайная вечеря» — 20 лет без людей, 60 лет без людей
- Сахарные заводы — 2 дня без людей
- Рестораны, кафе, продуктовые магазины — 30 лет без людей

15. Дом, который рухнул
В серии описывается исчезновение различных жилых зданий с их интерьерами. Основные локации — Нью-Йорк, частично — штаты Пенсильвания и Калифорния, Лос-Анджелес и Дубай.
- Левиттаун — 1 день без людей
- Бурдж-Халифа — 10 лет без людей, 250 лет без людей
- Херст-касл — 200 лет без людей
- Вилла «Стал-Хаус» — 15 лет без людей, 75 лет без людей
- Небоскрёб Сан-Ремо — 10 дней без людей
- Кооперативный городок (Ко-Оп Сити), Бронкс — 100 лет без людей
- Сжиженный природный газ — 1 месяц без людей
- Архив фотографий имени Отто Беттмана — 300 лет без людей

16. Отпуск в аду
В серии описывается судьба заброшенных развлекательных комплексов и учреждений, а также всего, что служит развлечением для человека. Основные локации — штат Калифорния (в частности, Палм-Спрингс), частично — штаты Аляска и Мичиган.
- Палм-Спрингс — 20 лет без людей, 120 лет без людей
- Магазин рождественской продукции «Always Christmas» в Лейк-Орионе (Мичиган) — 20 лет без людей, 80 лет без людей
- Воздушный трамвай Палм-Спрингс — 1 неделя без людей, 120 лет без людей
- Аттракцион «Серебряная пуля» — 100 лет без людей
- Ветрогенераторы — 1 год без людей, 20 лет без людей
- Круизные суда Аляски — 1 месяц без людей
- Горнолыжные курорты — 50 лет без людей
- Пиротехника — 20 лет после людей

Показанное в серии здание магазина «Always Christmas» в 2014 году было передано внеконфессиональной религиозной организации Woodside Bible Church, и его продукция была перевезена в меньшее по площади здание, расположенное неподалёку от старого.
17. Волны-убийцы
Серия, развивающая тему 10-й серии. Основные локации — Сакраменто, Роттердам, Сидней, частично — Лос-Анджелес и штат Аляска, а также река Чикаго и Великие озёра.
- Сакраменто (Калифорния) — 3 года без людей
- Валдиз (Аляска) — 2 дня без людей
- Пирамида (посёлок) — 500 лет без людей
- Международный аэропорт Сакраменто — 3 года без людей, 10 лет без людей
- Дамба Фолсома — 10 лет без людей
- Капитолий штата Калифорния — 3 года без людей, 10 лет без людей
- Музей Бойманса — ван Бёнингена — 1 месяц без людей
- Мост Эразма — 1 месяц без людей
- Трансаляскинский нефтепровод — 200 лет без людей
- Харбор-Бридж (Сидней) — 4 года без людей, 100 лет без людей
- Сиднейский оперный театр — 75 лет без людей
- Река Чикаго — 3 года без людей

18. Бескрайнее небо
В серии показана судьба летательных аппаратов и аэродромов, а также сверхвысоких объектов, устремляющихся в небеса, и всего человеческого, что ещё осталось в воздухе и космосе. Основные локации (частично) — штаты Северная Дакота, Мэриленд и Нью-Мексико, Вашингтон, Лос-Анджелес, гора Эверест, а также спутник Сатурна Энцелад.
- Air Force One на авиабазе «Эндрюс» — 1 год без людей, 5 лет без людей
- LAX вместе с Theme Building — 10 лет без людей, 125 лет без людей
- Национальный музей авиации и космонавтики (в особенности самолёт «Spirit of St. Louis») — 50 лет без людей
- KVLY-TV — 50 лет без людей
- KTAO — 15 лет без людей
- Кассини-Гюйгенс — 20 лет без людей
- Эверест — 35 лет без людей, 5000 лет без людей
- Энцелад — 2 миллиона лет без людей

Показанная в серии судьба аппарата «Кассини-Гюйгенс» была из разряда предположений; в реальности же аппарат завершил свою миссию в 2017 году и вошёл в атмосферу Сатурна.
19. Глубины разрушения (Предел разрушения)
В серии рассказывается о том, как изменятся пещеры и подземные тоннели и сооружения, оставленные людьми. Основные локации (частично) — штаты Колорадо, Нью-Мексико, Техас и Калифорния, Сиэтл и Лос-Анджелес (США), штат Чиуауа (Мексика).
- Здание студии «Capitol Records» — 175 лет без людей
- Комплекс NORAD в горе Шайенн — 4 года без людей, 2000 лет без людей
- Геотермальная электростанция «The Geysers» — 1 день без людей, 6 лет без людей
- Пещера кристаллов — 3 дня без людей, 1 год без людей
- Аэропорт Сиэтла и его подземное мини-метро — 1 час без людей, 1 месяц без людей
- Карлсбадские пещеры — 5 лет без людей, 50 лет без людей
- Подводный парк скульптур «Молинер» — 1000 лет без людей

20. Отведите меня к вашему лидеру (На краю вечности)
Серия посвящена национальным памятникам и дворцам, правительственным резиденциям и мавзолеям политических деятелей, расположенным в крупнейших городах мира. Основные локации (частично) — Вашингтон, Нью-Йорк, штат Виргиния, Пекин, Версаль.
- Штаб-квартира ООН, включая Генеральную ассамблею — 175 лет без людей
- Монтичелло — 150 лет без людей, 200 лет без людей
- Версаль, включая Зеркальную галерею — 50 лет без людей
- Белый дом — 20 лет без людей, 175 лет без людей
- Мавзолей Мао Цзэдуна — 30 лет без людей
- Мавзолей Гранта — 100 лет без людей, 175 лет без людей
- Зал Верховной гармонии — 50 лет без людей

### Спэшл. Латинская Америка после людей
Спецвыпуск, выпущенный на испанском языке. Документальный фильм, в котором показывается судьба Центральной и Южной Америки.
- Сан-Паулу — 1 год без людей, 20 лет без людей, 150 лет без людей, 250 лет без людей
- Буэнос-Айрес — 2 года без людей
- Мехико — 2 года без людей, 500 лет без людей, 1000 лет без людей
- Сантьяго — 5 лет без людей
- Богота — 30 лет без людей
- Всемирный торговый центр в Мехико — 75 лет без людей
- Кафедральный собор в Мехико — 10 лет без людей
- Ангел независимости — 75 лет без людей
- Национальный дворец в Мехико вместе со статуей Эль Сабаллито — 10 лет без людей
- Titanium La Portada — 20 лет без людей, 150 лет без людей
- Жилой дом «Копан» — 150 лет без людей
- Мост «Сан Роке Гонзалес де Санта Круз» — 100 лет без людей
- Теотиуакан — 20 лет без людей
- Обелиск в Буэнос-Айресе — 75 лет без людей
- Торре-Майор — 200 лет без людей
- Панамериканское шоссе — 100 лет без людей
- Статуя Христа-Искупителя — 100 лет без людей, 200 лет без людей, 250 лет без людей

## Критика
- Многие утверждения в фильме имеют безапелляционный характер и не подкреплены авторитетными источниками. В частности, на многих опасных производственных объектах предусмотрена защитная автоматика, что не всегда учитывается в ряде сюжетов; спорными являются заявления экспертов по передаче электроэнергии и стойкости некоторых зданий[источник не указан 2010 дней].